# Campeonato Mundial de Polo
El Campeonato Mundial de Polo es un torneo de dicho deporte a nivel de selecciones nacionales organizado por la Federación Internacional de Polo (FIP). 
Los dos primeros campeonatos se disputaron en Buenos Aires (Argentina) en 1987 y en Berlín (Alemania) en 1989. De ahí en adelante, hubo un intervalo de tres años entre cada mundial hasta el octavo campeonato, que debería haberse disputado a fines de 2007 pero que se llevó a cabo en Ciudad de México en abril de 2008. Posteriormente se disputaron cada cuatro años hasta el campeonato de 2015. La última edición del campeonato se realizaría en octubre de 2021 en Indio (California), volviendo el mundial a Estados Unidos después de 23 años; sin embargo, producto de la pandemia de COVID-19, la FIP comunicó que se aplazaba el campeonato para 2022.
Este torneo se caracteriza por un fuerte dominio de los equipos sudamericanos. Las selecciones ganadoras son las de Argentina, con cinco campeonatos, Brasil, con tres y Chile, con dos. Las otras selecciones nacionales no sudamericanas en obtener el título son las de Estados Unidos, ganadora en 1989, y la de España, vencedora en la última edición de 2022.
Los equipos participantes deben tener un hándicap de hasta 14 goles; es por esta razón que, a diferencia de otros deportes, los mejores exponentes del polo no pueden tomar parte del Campeonato Mundial.
Desde 1993 Michael Schultz-Tholen, entonces delegado de la FIP para el Comité Olímpico Internacional (COI), había organizado numerosas reuniones con representantes del COI así como con su presidente Juan Antonio Samaranch. Finalmente, en los Juegos Olímpicos de Atlanta 1996, la Asamblea General del Comité Olímpico Internacional reconoció el polo como deporte y a la FIP como ente rectora en todo el mundo para el deporte del polo. Este acuerdo significó la estrecha colaboración entre la FIP y el COI para que el polo participe en futuros Juegos Olímpicos.
El próximo campeonato se disputará en 2026 en Dubái, Emiratos Árabes Unidos, siendo la XIII edición.

## Historia

### Antecedentes
Pese a que el polo es un deporte muy antiguo, este campeonato es relativamente nuevo. Antes de que naciera este mundial, los torneos más importantes eran los británicos o los Juegos Olímpicos, puesto que el polo fue incluido en cinco ediciones de estos juegos. El primer torneo británico fue la Champion Cup, que se jugó desde 1876 hasta 1939. Posteriormente, la Champion Cup fue reemplazada por el Campeonato Abierto Británico, que se juega cada año para conseguir la Cowdray Park Gold Cup. Los partidos más importantes a nivel mundial eran entre Estados Unidos e Inglaterra y la Copa América entre Argentina y Estados Unidos, que por lo general era ganada por los argentinos.
En Buenos Aires el 25 de noviembre de 1982, se fundó la Federación Internacional de Polo (FIP). Para que esta federación tuviera el reconocimiento del Comité Olímpico Internacional (COI), el polo debía contar con normas internacionales. Una de esas reglas es que los deportes deben tener un campeonato mundial. Es así como se decidió realizar el primer campeonato del mundo en Argentina, país dueño de una de las ligas de polo más competitivas del mundo. Se dispuso que el hándicap debía ser de 10 a 14 goles, conscientes de la dificultad de tener diferencias entre los distintos países del mundo —de esta manera Argentina participa siempre y cuando no sean con equipos de hasta 40 goles y obtenga ventaja sobre los otros—.

### Campeonatos mundiales
El primer campeonato mundial se disputó en Buenos Aires (Argentina) en 1987 y no hubo muchas sorpresas: Argentina se coronó campeón del mundo, luego de empatar la final ante México, por mejor rendimiento en el campeonato fue el campeón. En este campeonato participaron las selecciones nacionales de Argentina, Australia, Brasil, México y España. En 1989 ocho selecciones nacionales disputaron la segunda copa en el Estadio Maifeld de Berlín (Alemania) y el polo mundial volvió a disputarse en el mismo lugar de la última final olímpica de polo, cuando Argentina derrotó al Reino Unido en 1936. Esta vez sí hubo sorpresas: Argentina no llegó a la final, alcanzando el tercer lugar. En la final, Estados Unidos derrotó a Inglaterra, siendo hasta el momento la única vez que una selección no sudamericana obtiene el campeonato mundial. 
El tercer campeonato mundial se realizó en Santiago (Chile) en 1992. El título nuevamente fue para la selección argentina, que derrotó al conjunto local en las canchas del Club de Polo y Equitación San Cristóbal, ubicado en la comuna de Vitacura. La cuarta copa, disputada en Sankt Moritz (Suiza) en 1995, significó el primer título para Brasil. A partir de ese mundial comenzaría una lucha constante entre Argentina y Brasil por obtener la mayor cantidad de títulos mundiales y la hegemonía del polo mundial. El quinto campeonato mundial se disputó en Santa Bárbara (California) en 1998. Argentina derrotó a Brasil en la final alzando su tercera copa y coronándose como los más ganadores en la historia de los mundiales.
La sexta copa se desarrolló en Melbourne (Australia) en 2001. Brasil derrotó a la sorprendente Australia por apenas un gol de diferencia en la final, alcanzando su segundo título. Cuatro años más tarde, en el séptimo campeonato, llevado a cabo en Chantilly (Francia), la selección brasileña alcanzó su tercer título, empatando en títulos con Argentina, y por primera vez en la historia como campeón en forma consecutiva. En la final derrotaron a Inglaterra y sorprendentemente Argentina quedaba eliminada, por primera vez, en primera ronda. En la disputa por la octava copa, llevada a cabo en Ciudad de México en 2008, se coronó campeón Chile por primera vez en su historia derrotando al campeón defensor Brasil. Argentina por primera vez no clasificó a un mundial, quedando eliminada en las clasificatorias sudamericanas —hasta entonces, Argentina era la única selección en disputar todas las fases finales de los mundiales—.
En 2011 el noveno campeonato mundial se disputó en San Luis (Argentina). Allí el conjunto local venció a Brasil en la final, alcanzando su cuarta corona y ubicándose nuevamente a la cabeza de todas las selecciones. En 2015, la décima copa se disputó nuevamente en Santiago (Chile), donde la selección local venció a su similar estadounidense, logrando su segundo título mundial. El undécimo campeonato, disputado en Sídney (Australia), fue ganado por Argentina, que obtuvo su quinto título mundial.
La selección de polo de España fue campeona en la edición de 2022, logrando el primer título para una selección fuera del continente americano.
Hasta el momento, 19 selecciones nacionales han logrado clasificar a este mundial desde sus respectivas confederaciones continentales: Alemania, Argentina, Australia, Brasil, Canadá, Chile, España, Estados Unidos, Francia, Guatemala, India, Inglaterra, Italia, México, Nueva Zelanda, Pakistán, Sudáfrica, Suiza y Uruguay.

## Formato

### Clasificación
Actualmente clasifican ocho equipos a la fase final del mundial. Dos equipos están clasificados en forma automática —uno por ser el país organizador y otro por ser el campeón vigente—. El resto de los equipos debe clasificar en sus respectivas zonas continentales. La zonas continentales son las siguientes:
- Zona "A": Zona Centroamericana, Norteamericana y del Caribe.
- Zona "B": Zona Sudamericana.
- Zona "C": Zona Europea.
- Zona "D": Zona del Sudeste Asiático y Oceanía.
- Zona "E": Zona de África, Oriente Medio, India y Paquistán.

Los respectivos cupos por zona dependen de quién es el país organizador y el campeón vigente.

### Torneo
En la actualidad ocho equipos participan en este campeonato. Antes de su inicio, se realiza un sorteo y los equipos quedan encuadrados en dos grupos ("A" y "B") de 4 equipos cada uno. Dentro de los grupos se realizan partidos en la modalidad todos contra todos, posteriormente los dos primeros de cada grupo clasifican a semifinales. Los ganadores de la llave de la semifinal se enfrentan en la final, mientras que los perdedores se enfrentan en el partido por el tercer lugar.
Esta modalidad va cambiando según el organizador del torneo, anteriormente clasificaban seis o diez equipos para el campeonato.

## Resultados

### Campeonatos
| Edición | Año  | Sede                            |                | Oro     | Final Resultado | Plata          |         | Bronce         | Resultado | Cuarto lugar |
| I       | 1987 | Buenos Aires ( Argentina)       | Argentina      | 14 - 14 | México          | Brasil         | —       | España         |           |              |
| II      | 1989 | Berlín ( Alemania)              | Estados Unidos | 07 - 06 | Inglaterra      | Argentina      | —       | Chile          |           |              |
| III     | 1992 | Santiago ( Chile)               | Argentina      | 12 - 07 | Chile           | Inglaterra     | 10 - 09 | Estados Unidos |           |              |
| IV      | 1995 | Sankt Moritz ( Suiza)           | Brasil         | 11 - 10 | Argentina       | México         | 11 - 10 | Inglaterra     |           |              |
| V       | 1998 | Santa Bárbara ( Estados Unidos) | Argentina      | 13 - 08 | Brasil          | Inglaterra     | 11 - 08 | Estados Unidos |           |              |
| VI      | 2001 | Melbourne ( Australia)          | Brasil         | 10 - 09 | Australia       | Argentina      | 12 - 08 | Inglaterra     |           |              |
| VII     | 2004 | Chantilly ( Francia)            | Brasil         | 10 - 09 | Inglaterra      | Chile          | 12 - 07 | Francia        |           |              |
| VIII    | 2008 | Ciudad de México ( México)      | Chile          | 13 - 11 | Brasil          | México         | 13 - 12 | España         |           |              |
| IX      | 2011 | Estancia Grande ( Argentina)    | Argentina      | 12 - 11 | Brasil          | Italia         | 09 - 07 | Inglaterra     |           |              |
| X       | 2015 | Santiago ( Chile)               | Chile          | 12 - 11 | Estados Unidos  | Brasil         | 14 - 12 | Inglaterra     |           |              |
| XI      | 2017 | Sídney ( Australia)             | Argentina      | 08 - 07 | Chile           | Inglaterra     | 06 - 05 | Estados Unidos |           |              |
| XII     | 2022 | Wellington ( Estados Unidos)    |                | España  | 11 - 10         | Estados Unidos |         | Uruguay        | 09 - 7,5  | Argentina    |
| XII     | 2026 | Dubái ( EAU)                    |                |         |                 |                |         |                |           |              |

### Palmarés
La tabla a continuación muestra los once equipos que han estado entre los cuatro mejores de alguna edición del torneo —cinco son las selecciones nacionales que han logrado el título mundial, Brasil es el único equipo que ha logrado el título en forma consecutiva (2001 y 2004)—.
En cursiva, se indica el torneo en que el equipo fue local.
| Pos. | Equipo         | Campeón                          | Subcampeón           | Tercer puesto        | Cuarto puesto              |
| ---- | -------------- | -------------------------------- | -------------------- | -------------------- | -------------------------- |
| 1.°  | Argentina      | 5 (1987, 1992, 1998, 2011, 2017) | 1 (1995)             | 2 (1989, 2001)       | 1 (2022)                   |
| 2.°  | Brasil         | 3 (1995, 2001, 2004)             | 3 (1998, 2008, 2011) | 2 (1987, 2015)       | -                          |
| 3.°  | Chile          | 2 (2008, 2015)                   | 2 (1992, 2017)       | 1 (2004)             | 1 (1989)                   |
| 4.°  | Estados Unidos | 1 (1989)                         | 2 (2015, 2022)       | -                    | 3 (1992, 1998, 2017)       |
| 5.°  | España         | 1 (2022)                         | -                    | -                    | 2 (1987, 2008)             |
| 6.°  | Inglaterra     | -                                | 2 (1989, 2004)       | 3 (1992, 1998, 2017) | 4 (1995, 2001, 2011, 2015) |
| 7.°  | México         | -                                | 1 (1987)             | 2 (1995, 2008)       | -                          |
| 8.°  | Australia      | -                                | 1 (2001)             | -                    | -                          |
| 9.°  | Italia         | -                                | -                    | 1 (2011)             | -                          |
| 10.° | Uruguay        | -                                | -                    | 1 (2022)             |                            |
| 11.° | Francia        | -                                | -                    | -                    | 1 (2004)                   |

### Balance por selecciones
| Selección      | Part.        | 1987 | 1989  | 1992  | 1995  | 1998  | 2001  | 2004  | 2008  | 2011  | 2015  | 2017  | 2022  | 2026 |
| -------------- | ------------ | ---- | ----- | ----- | ----- | ----- | ----- | ----- | ----- | ----- | ----- | ----- | ----- | ---- |
| Argentina      | 11           | 1.º  | 3.º   | 1.º   | 2.º   | 1.º   | 3.º   | 1.ª F | -     | 1.º   | 1.ª F | 1.º   | 4.º   |      |
| Brasil         | 8            | 3.º  | -     | -     | 1.º   | 2.º   | 1.º   | 1.º   | 2.º   | 2.º   | 3.º   | -     | -     |      |
| Chile          | 7            | -    | 4.º   | 2.º   | -     | -     | -     | 3.º   | 1.º   | 1.ª F | 1.º   | 2.º   | -     |      |
| Estados Unidos | 9            | -    | 1.º   | 4.º   | -     | 4.º   | 1.ª F | 1.ª F | -     | 1.ª F | 2.º   | 4.º   | 2.º   |      |
| España         | 4            | 4.º  | -     | -     | -     | -     | -     | -     | 4.º   | -     | -     | 1.ª F | 1.º   |      |
| Inglaterra     | 10           | -    | 2.º   | 3.º   | 4.º   | 3.º   | 4.º   | 2.º   | 1.ª F | 4.º   | 4.º   | 3.º   | -     |      |
| México         | 7            | 2.º  | -     | 1.ª F | 3.º   | -     | -     | 1.ª F | 3.º   | 1.ª F | -     | -     | 1.ª F |      |
| Australia      | 8            | 5.º  | 1.ª F | -     | -     | 1.ª F | 2.º   | 1.ª F | -     | 1.ª F | -     | 1.ª F | 1.ª F |      |
| Italia         | 3            | -    | -     | -     | -     | -     | 1.ª F | -     | -     | 3.º   | -     | -     | 1.ª F |      |
| Uruguay        | 1            | -    | -     | -     | -     | -     | -     | -     | -     | -     | -     | -     | 3.º   |      |
| Francia        | 2            | -    | 1.ª F | -     | -     | -     | -     | 4.º   | -     | -     | -     | -     | -     |      |
| India          | 4            | -    | -     | -     | 1.ª F | -     | 1.ª F | -     | -     | 1.ª F | -     | 1.ª F | -     |      |
| Pakistán       | 4            | -    | -     | -     | -     | -     | -     | 1.ª F | -     | 1.ª F | 1.ª F | -     | 1.ª F |      |
| Suiza          | 2            | -    | 1.ª F | -     | 1.ª F | -     | -     | -     | -     | -     | -     | -     | -     |      |
| Guatemala      | 2            | -    | -     | 1.ª F | -     | 1.ª F | -     | -     | -     | -     | -     | -     | -     |      |
| Canadá         | 2            | -    | -     | -     | -     | -     | 1.ª F | -     | 1.ª F | -     | -     | -     | -     |      |
| Nueva Zelanda  | 2            | -    | -     | -     | -     | -     | -     | -     | 1.ª F | -     | -     | 1.ª F | -     |      |
| Alemania       | 1            | -    | 1.ª F | -     | -     | -     | -     | -     | -     | -     | -     | -     | -     |      |
| Sudáfrica      | 1            | -    | -     | -     | -     | -     | -     | -     | 1.ª F | -     | -     | -     | -     |      |
| Clasificados   | Clasificados | 5    | 8     | 6     | 6     | 6     | 8     | 9     | 8     | 10    | 6     | 8     | 8     |      |